# Hiromu Mitsumaru
Hiromu Mitsumaru (født 6. juli 1993) er en japansk fodboldspiller, som spiller for den japanske fodboldklub Sagan Tosu.